# Поллак, Леопольд
Леопольд (Леопольдо) Поллак (итал. Leopoldo Pollack; 1751, Вена, Австрийская империя — 1806, Милан) — итальянский архитектор австрийского происхождения. Один из ведущих представителей неоклассической архитектуры.

## Биография

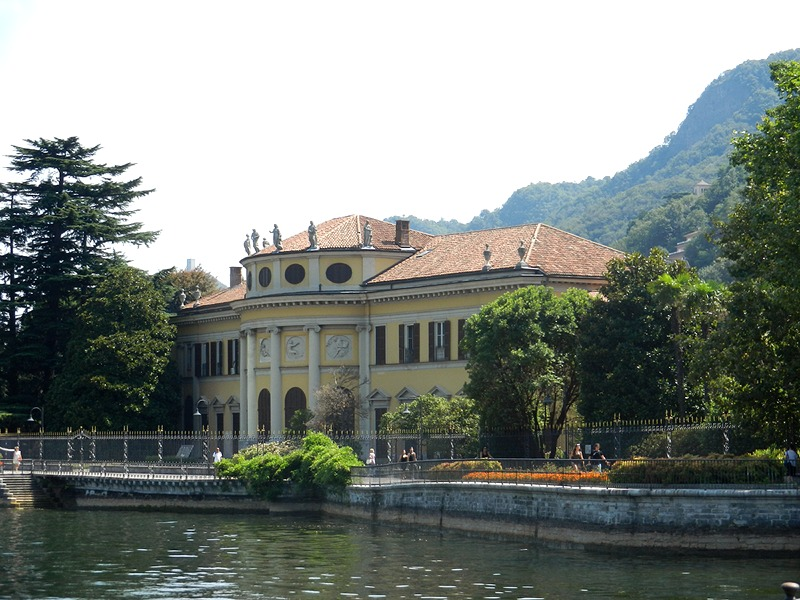
Вилла Рокка-Сапорти — La Rotonda, Комо

Сводный брат архитектора Михая Поллака. Обучался сперва в Академии у Винцента Фишера. В 1775 году отправился в Милан, где стал учеником Джузеппе Пьермарини, позже сотрудничал с ним при создании зданий Павийского университета (1787), включая серию ионических колонн и ниш со статуями Галилео Галилея и Бонавентуры Кавальери.

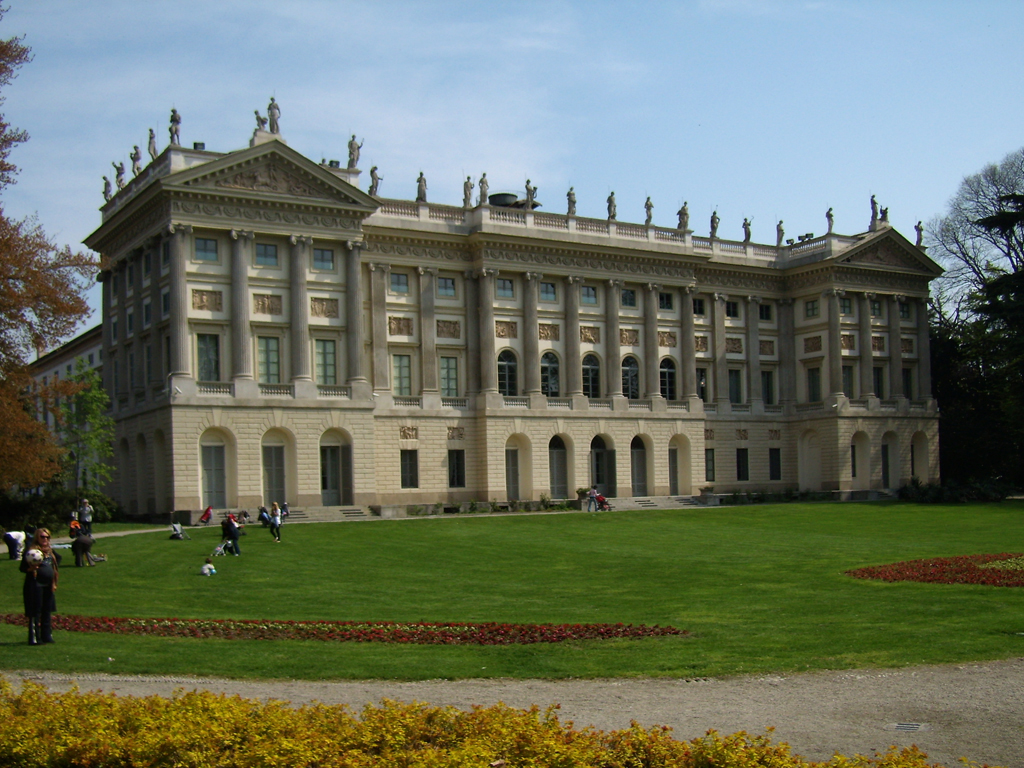
Вилла Бельджойозо

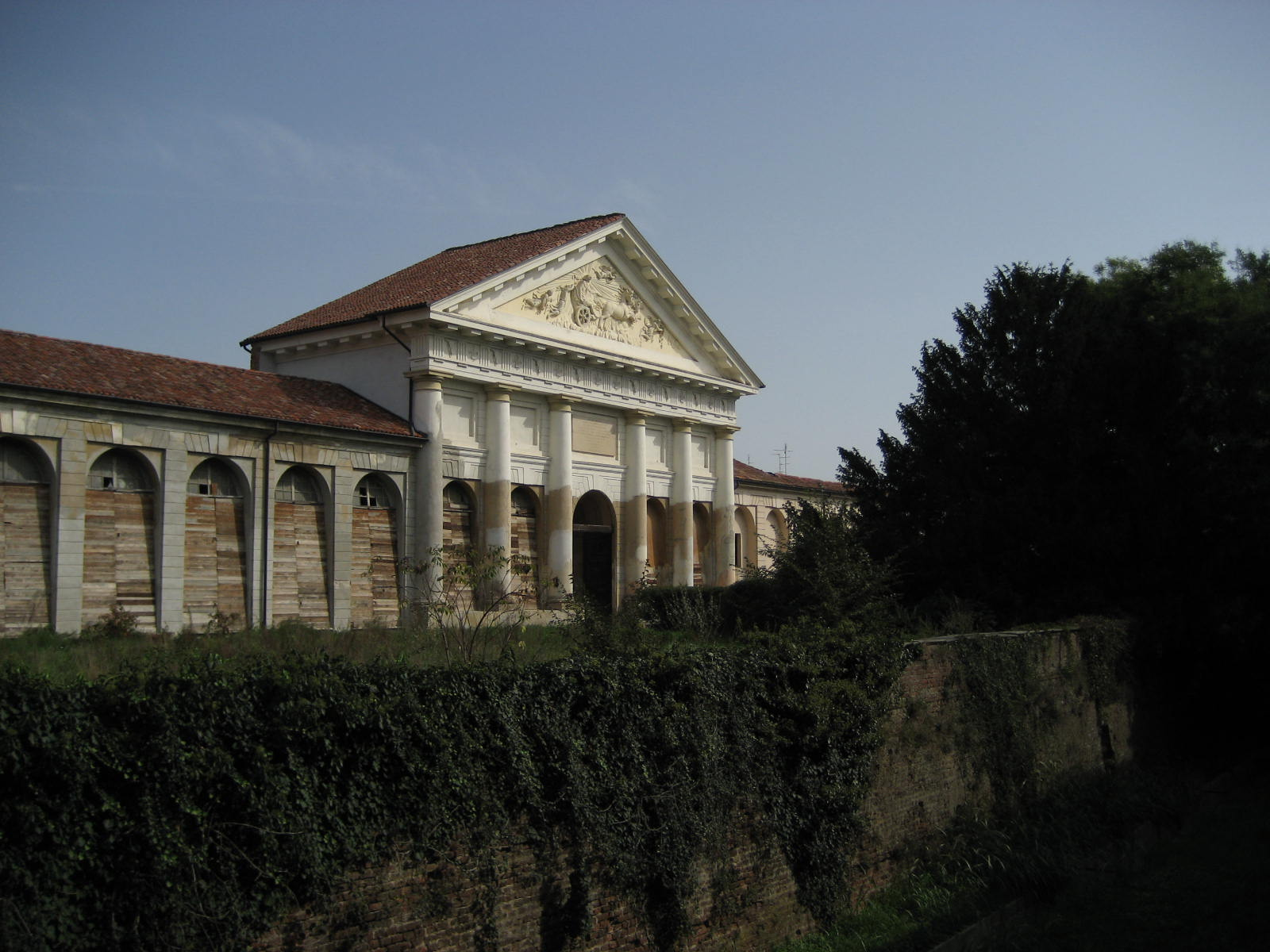
Оранжереи виллы Бельджойозо, 1792 г.

Находился под влиянием палладианства и французских традиций.
Его самая известная работа — Королевская вилла Бельджойозо (1790—1796), одно из самых известных неоклассических зданий Милана. Построена вилла Бельджойозо для графа Людовико ди Барбьяно э Бельджойозо, австрийского посла в Англии. Здание состоит из пяти корпусов: центрального и двух выступающих боковых с полуколоннами и пилястрами, выходящими из рустованного цоколя.
Другие работы Л. Поллака включают виллу Касати в Муджо и виллу Рокка-Сапорти (также известную как Ротонда) на Виа Борго Вико, Комо, обе завершены в 1790-х годах, и виллу Амалия в Эрбе .
Его работы повлияли на Жака-Анжа Габриэля при создании архитектурного ансамбля площади Людовика XV (ныне Площадь Согласия в Париже.